# Varanus pilbarensis
Varanus pilbarensis är en ödleart som beskrevs av Storr 1980. Varanus pilbarensis ingår i släktet Varanus och familjen Varanidae. Inga underarter finns listade i Catalogue of Life. Artepitet i det vetenskapliga namnet syftar på regionen Pilbara.
Exemplaren blir utan svans upp till 18 cm långa. De har en grå färg med röda nyanser. På svansen finns mörkare tvärband.
Arten förekommer i regionen Pilbara i delstaten Western Australia i Australien. Honor lägger ägg. Denna varanödla lever i klippiga områden med glest fördelad växtlighet och i buskskogar.
Beståndet påverkas regionalt av landskapsförändringar. Hela populationen anses vara stabil. IUCN listar arten som livskraftig (LC).